# Nya riket
Se även motsvarigheten i Hettiterrikets historia
Nya riket är en modern beteckning på perioden omkring 1550–1070 f.Kr. i det forntida Egyptens historia. Till Nya riket räknas dynastierna 18-20. Perioden är känd som Egyptens storhetstid genom landets maktställning och de rika arkeologiska fynd som hör till perioden. Detta trots de Amon-präster som hotade faraons makt. I början av dessa år fick världen sin första kvinnliga regent, Hatshepsut. Senare under åren regerade Echnaton, med frun Nefertite (då känd för sin otroliga skönhet), en farao som inför monoteism i form av guden Aton.
Det Nya riket (ca 1550–1100 f.Kr.) var Egyptens storhetstid i territoriellt hänseende. Under denna tid etablerades Nubien som "koloni" ända ned till fjärde katarakten, och Syrien och Palestina gjordes till "protektorat". Den inre strukturen var stabil, man hade även ett fungerade skattesystem (en beskrivning återfinns i Wilbour-papyrusen). Nya Rikets faraoner var även flitiga byggherrar, något som märks inte minst från ruinerna av templet vigt åt nationalguden Amon i Karnak. Nya riket styrdes av dynastierna 18-20, och bland dessa dynastiers härskare kan Thotmes III ("krigarkungen"), Hatshepsut (den kvinnliga faraon) och Echnaton (den "religiöse reformatorn") nämnas.

## Historia

### Det nya riket blir stormakt
Efter Ahmoses återförenande av Egypten och expedition in i Kanaan skulle det dröja innan Egypten faktiskt lyckades konsolidera sina erövringar i Mellanöstern. Farao Thutmosis III som kommit att kallas "Egyptens Napoleon" utökade den Egyptiska armén och gjorde flera kampanjer in i Kanaan och Syrien som både utvidgade rikets gränser och motverkade upproriska småstater i området. Efter Thutmosis kampanjer skulle en viss tid av stabilitet följa då Egypten ansågs som en mäktig stormakt fram till Amenhotep IV blev farao.
Amenhotep IV som senare kom att ändra sitt namn till Akhenaton för att hedra sin gud Aton kom att införa vad som kan ha varit världens första monoteism. Han och hans fru Nefertiti spenderade mycket tid på att stöpa om den Egyptiska kulturen både religiöst och konstnärligt. Detta kom dock till kostnad av Egyptens internationella makt. Akhenatons fokus på Egyptens interna situation och hans uppenbart bristande intresse för internationell politik ledde till att det nyligen återhämtade Hettiterriket sakta men säkert utökade sitt politiska inflytande i Kanaan och Fenicien, något som faraonerna i den 19:de dynastin skulle tvingas kämpa med. Efter Akhenatons och Nefertitis död gjordes flera försök att radera dem ur den Egyptiska historien.

### Nya rikets zenit
Den 19:de dynastin grundades av rådgivaren Ramses I som valts som efterträdare till farao Horemheb av 18:de dynastin. Ramses I:s tid som farao var kort men han kom att efterföljas av sin son Seti I och sedan dennes son Ramses II som båda kom att stärka det nu dalande riket och leda det till nya erövringar och forna Egyptens absoluta höjdpunkt i makt och inflytande.
Ramses II kom att ärva ett starkt Egypten av sin far Seti och riktade nästan omgående blicken mot de områden i Kanaan som under Akhenaton gått förlorade dels till Hettiterna och dels genom olika uppror som gjort vissa områden självständiga. Han gjorde flera kampanjer mot Kanaan och Feniciern vilka kulminerade i slaget vid Kadesh där Ramses II:s trupper kom att möta den Hettitiska armén under kung Muwatalli II. I slagets tidiga skede hamnade Ramses II och en del av hans armé i historiens första fullt nedtecknade bakhåll men han och hans trupper lyckades hålla ut till dess att resten av den Egyptiska armén anlände till slagfältet. Egypterna drev sedan tillbaka de vid detta läge utspridda Hettitiska trupperna. Vem som faktiskt gick segrande ur slaget är oklart. Hettitierna lyckades inte krossa den egyptiska armén och de lyckades inte tillfångata eller dräpa Ramses II men Ramses II lyckades inte heller krossa den hettitiska armén och hans kampanj avbröts efter slaget. Båda sidorna påstod sig ha segrat vid Kadesh och ett fredsavtal slöts mellan de två rikena. Ramses II kom sedan att fokusera resten av sin tid som farao på att stabilisera Egypten och utöka dess inflytande politiskt snarare än militärt vilket ledde till en period av fred i riket.
Efter Ramses II död fortsatte hans efterföljare att utföra militära kampanjer i både Mellanöstern och Afrika. Dock började intriger i hovet att tära på det Egyptiska rikets förmåga att hävda sig internationellt.

### Nya rikets fall
Den 20:de dynastin skulle komma att bli den sista stora egyptiska dynastin och den sista "stora" faraon var Ramses III. Ramses III verkar ha härskat över ett relativt stabilt och starkt rike men de var under tryck från invasioner av libyska stammar vilket resulterade i två krig under Ramses 6:e och 11:e år som farao. Striderna stod då i Egyptens västra nildeltaområde och Ramses gick segrande ur båda krigen. Under Ramses 18:s år som farao invaderades Egypten av sjöfolken som verkar ha kommit både från havet och över land via Libyen. Ramses besegrade sjöfolken i två stora slag. Slaget vid Djahy som var en strid mot de landsvägs-kommande sjöfolken och slaget vid deltat som var ett sjöslag mellan den egyptiska och sjöfolkets flottor. Även om alla invasioner besegrades tärde striderna på den Egyptiska armén och statskassan. Egypten började nu förlora kontrollen över sina kolonier i Kanaan och kunde inte göra mycket åt den saken. Ramses skall ha bosatt krigsfångar från de besegrade sjöfolken i Kanaan efter att ha besegrat dem men det är möjligt att de helt enkelt erövrade området från Egypterna. De kom där att grunda nya stadsstater medan det Egyptiska riket förföll.
Under Ramses sista år på tronen led Egypten av interna problem. Under hans 29:e år som farao verkar Egypten ha drabbats av strejk då de inte längre kunde betala ut mat till sin arbetskraft. Under samma period verkar trädtillväxten ha stannat av globalt fram tills 1140 f.Kr vilket tyder på att någon form av luftförorening hindrade en stor del av solljuset från att nå marken. Ett förslag på anledning till detta är att Heklavulkanen på Island fick utbrott men det är omdebatterat.
Ramses III:s död följdes av inre stridigheter mellan hans söner och tre av dem (Ramses IV, Ramses VI och Ramses VIII) kom att ta tronen tätt inpå varandra. Egypten fortsatte drabbas av torka och Nilen svämmade inte längre över till den grad den tidigare gjort. Svält, uppror och korruption bredde ut sig över riket och faraonerna förlorade sakta sin makt. Vid farao Ramses XI:s tid gjorde prästerskapet i Thebe sig självständiga och grundade i och med det ett nytt övre Egypten. I nedre Egypten tog rådsmannen Smendes makten och grundade den 21:a dynastin. Tiden för de stora egyptiska rikena (ledda av inhemska egyptier) var därmed förbi.